# Мьорбюлонга
Мьорбюлонга (на шведски: Mörbylånga, на шведски се произнася близо до Мьорбилонга) е град в лен Калмар, югоизточна Швеция. Главен административен център на едноименната община Мьорбюлонга. Разположен е на западния бряг на остров Йоланд на пролива Калмарсунд. Намира се на около 330 km на юг от столицата Стокхолм и на 10 km на югоизток от Калмар. Има пристанище. Морски курорт. От крайбрежието на Мьорбюлонга през пролива Калмарсунд има пряка видимост до град Калмар. Населението на града е 1780 души (към 31 декември 2010).

## Динамика на населението
Населението на Мьорбюлонга е с тенденция към нарастване до относително постоянно.